# Alessandro Araldi

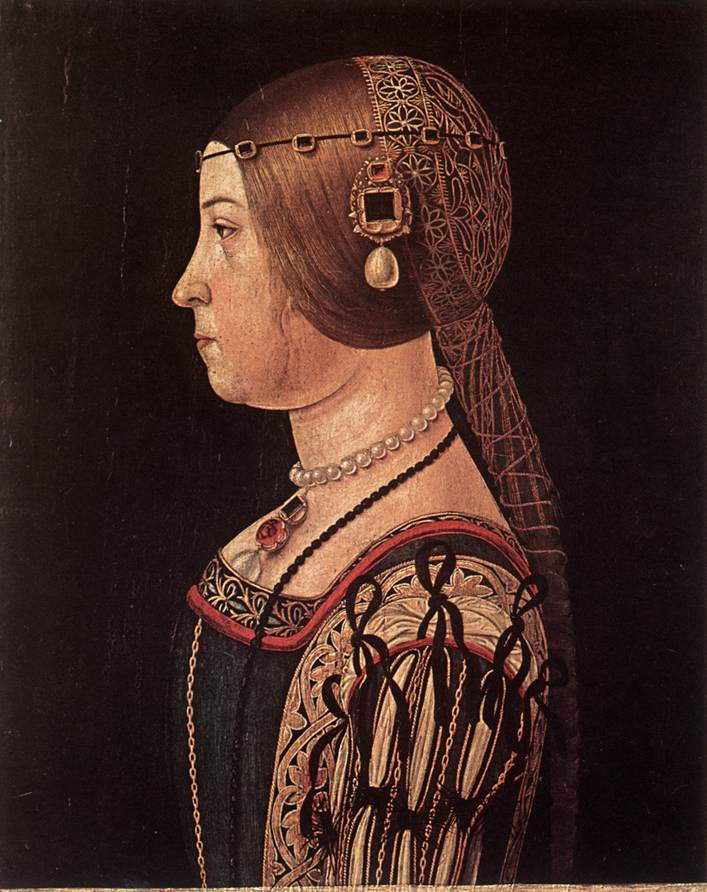
Ritratto di Barbara Pallavicino, Firenze, Galleria degli Uffizi

Alessandro Araldi (Parma, 1460 circa – Parma, 1528) è stato un pittore italiano, tra i maggiori artisti attivi a Parma negli anni che precedettero l'arrivo in città del Correggio.

## Biografia
Non si hanno notizie sulla sua formazione artistica, ma nelle sue prime opere note (affresco per il duomo di Parma con Madonna col Bambino, San Giuseppe e donatore, datato 1496) è evidente, oltre l'influsso della scuola di Melozzo da Forlì, il legame con la maniera del Mantegna e dei veneti in generale: le due scuole, peraltro, quella forlivese e quella veneta, presentano elementi di intersezione; inoltre, anche alcuni importanti artisti parmigiani suoi coevi (Filippo Mazzola, padre del Parmigianino, e Cristoforo Caselli) si erano formati nell'ambiente belliniano.
A partire dal 1500 lavorò prevalentemente per il monastero benedettino di San Paolo: realizzò gli affreschi del coro della chiesa abbaziale (oggi perduti) e, dopo un probabile soggiorno a Roma (1510 circa), la decorazione della cappella di Santa Caterina di Alessandria e di alcune stanze dell'appartamento della badessa (1514), in cui mostra influenze del Pinturicchio, ma anche di Marco Palmezzano, del Francia e di Costa il Vecchio.
Tentò di imitare lo stile di Leonardo (nel 1516 realizzò una copia del Cenacolo), la cui influenza è evidente nella Madonna col Bambino, sant'Antonio Abate, san Paolo e un devoto inginocchiato, pala d'altare che realizzò (forse con la collaborazione di Cristoforo Caselli) per la Cappella Centoni nella cattedrale di Parma (1516).
Si sposò con Paola de Plombo e con lei tra il 1488 e il 1493 ebbe quattro figli, ma tutti e quattro morirono prima del padre. Conobbe persone illustri quali Ludovico III Gonzaga marchese di Mantova, Aristotile Zucchi, Bartolomeo Roxeto. Nel 1503 diede in sposa la figlia quindicenne Orselina a Filippo Porzioli. Nel 1514 ricevette da Cristoforo Torelli sedici ducati d'oro e nove soldi imperiali per la commissione di un quadro. Nel 1516 dipinse per la chiesa di Casalmaggiore una tavola firmata e datata raffigurante San Rocco tra San Sebastiano e Paolo Eremita, che andò disperso. Fu testimone di tanti rogiti per esempio quello di Galeazzo Piazza (1521).

## Opere (parziale)
- Santi Sebastiano e Rocco, 1505-1507, affreschi, chiesa San Giovanni Battista, Gaiano (Parma)
- Ritratto di Barbara Pallavicino, 1510 circa, Firenze, Uffizi
- Annunciazione, 1514, chiesa di Santa Maria del Carmine, Parma, ora in Galleria Nazionale
- Camera delle grottesche, 1514, monastero di San Paolo, Parma
- Cella di Santa Caterina, 1514, monastero di San Paolo, Parma
- Ultima cena, 1516, monastero di San Paolo, Parma
- Madonna col Bambino e i santi Francesco e Giuseppe, 1520, Heiligenkreuz